# Тереза Лоренсу
Тере́за (порт. Teresa; ?—?) — коханка португальського короля Педру I. Матір його позашлюбного сина Жуана I, засновника Авіської династії. Точне походження невідоме. Вперше згадується як галісійська шляхтянка в рукописах «Хроніки короля Педру» (XV—XVI ст.) придворного історика Фернана Лопеша. У друкованому варіанті хроніки від 1735 року вперше названа по-батькові: «Лоренсу» (порт. Lourenço). У працях Антоніу де Сози зображена як донька лісабонського купця Лоренсо Мартінша. Про її життя практично нічого невідомо. Ймовірно зблизилася із Педру після трагічної смерті Інес (1355). 11 квітня 1357 року в Лісабоні народила сина Жуана, майбутнього короля.

## Імена
- Тарейжа (порт. Tareija)
- Тере́за (порт. Teresa)
- Тере́за Лоре́нсу, або Тере́за Лоренсі́вна (порт. Teresa Lourenço)

## Походження

### Галісійська шляхтянка
Найдавніші джерела XV століття називають Терезу галісійською шляхтянкою. Згідно з хроніками Фернана Лопеша і Руя де Піни вона прибула до Лісабону так само як галісійка Інес де Кастро, у супроводі кастильської інфанти Констанси, дружини португальського інфанта Педру. Хроніки не згадують ні роду, ні родичів Терези. Після смерті Констанси вона увійшла до супроводу Інес, що стала фавориткою Педру.
Тезу про галісійське походження Терези розвинув історик-чернець Мануел душ Сантуш. Він вважав її представницею роду Алмейд, родичкою магістра Ордена Христа Нуньо Фрейре де Андраде. Галісійський дослідник Ваамонде Лорес твердив, що Тереза безпосередньо походила зі шляхетного роду Андраде, нащадків галісійських королів. Португальський історик Жозе Машуду припускав, що вона є представницею роду Кастро, родичкою самої Інес. 
У новітню добу гіпотезу про шляхетне походження Терези підтримує більшість португальських істориків, хоча питання її родоводу залишається відкритим.

Алмейди
Андраде
Кастро

### Лісабонська міщанка
На противагу традиційні гіпотезі видатний португальський історик XVIII століття Антоніу Каетану де Соза запропонував іншу. У своїй «Генеалогічній історії» він доводив, що Тереза була донькою лісабонського купця Лоренсу Мартінша, відомого як Праса (з родини купців, що проживали у парафії Сан-Жуан-да-Праса). Саме цього купця загадує «Хроніка короля Педру», за якою король доручив цьому купцеві виховання свого сина-бастарда Жуана. 
За свідченням Сози Тереза фігурує як «Тереза Лоренівна» (Thereza Lourenço) у документах-донаціях, виданих королем Жуаном його матері, які історик особисто бачив у Королівському архіві. На жаль, ці документи не збереглися.
Гіпотеза купецького походження Терези має прибічників серед істориків. Але вона суперечить скупим свідченням першоджерел, й опирається винятково на авторитет Сози, який оперує документами, що не дійшли до нас .

## Родина
Коханець —Педру I
Діти:
- Жуан I